# Krycí jméno – Kód DP
Krycí jméno – Kód DP (v originále Nom de code: DP) je francouzsko-belgický dvoudílný televizní film z roku 2005, který režíroval Patrick Dewolf. Film popisuje boj francouzských tajných služeb proti teroristům plánujícím rozsáhlý atentát v Paříži. Snímek vyšel v ČR na DVD v roce 2011.

## Děj
Nathalie pátrá po skupině islámských teroristů žijících ve Francii, kteří plánují atentát. Hlavním organizátorem je Bilal, který pochází z Karáčí. Ve věznici v Dunkerku nabídne odsouzenému Léonovi propuštění na svobodu za spolupráci. Podaří se mu postupně infiltrovat do teroristické buňky, která v Bruselu plánuje atentát během státní návštěvy pákistánského prezidenta ve Francii.

## Obsazení
| Anne Brochet        | Nathalie  |
| Maher Kamoun        | Léon      |
| Asil Raïs           | Bilal     |
| Patrick Descamps    | Maxence   |
| François Marthouret | Letellier |
| Serge-Henri Valcke  | Berg      |
| Jean-Michel Vovk    | Durieux   |
| Michel Guillou      | Pontivy   |
| Mostefa Djadjam     | Hussein   |
| Pierre Gerranio     | Le Kern   |
| Gerald Papasyan     | Othman    |